# Elecciones regionales del Callao de 2002
Las elecciones regionales del Callao de 2002 se llevaron a cabo el 17 de noviembre de 2002 para elegir al presidente regional, al vicepresidente regional y al Consejo Regional para el periodo 2003-2006. La elección se celebró simultáneamente con elecciones regionales y municipales (provinciales y distritales) en todo el Perú.

## Sistema electoral
El Gobierno Regional del Callao es el órgano administrativo y de gobierno de la provincia constitucional del Callao. Está compuesto por el presidente regional, el vicepresidente regional y el Consejo Regional.
La votación del presidente, vicepresidente y consejo regional se realiza en base al sufragio universal, que comprende a todos los ciudadanos nacionales mayores de dieciocho años, empadronados y residentes en la provincia constitucional del Callao y en pleno goce de sus derechos políticos.
El Consejo Regional del Callao está compuesto por 7 consejeros elegidos por sufragio directo para un período de cuatro (4) años, en forma conjunta con la elección del presidente regional. La votación es por lista cerrada y bloqueada. Se asigna a la lista ganadora los escaños según el método d'Hondt o la mitad más uno, lo que más le favorezca.

## Partidos y candidatos
A continuación se muestra una lista de los principales partidos y alianzas electorales que participaron en las elecciones:
| Candidatura | Candidatura     | Partidos y alianzas | Candidatos | Candidatos                  | Ideología                                                         | Ref. |
| ----------- | --------------- | --- | ---------- | --------------------------- | ----------------------------------------------------------------- | ---- |
|             | APRA            | Lista - Partido Aprista Peruano (APRA) |            | Miguel Monteverde Gosdinski | Aprismo                                                           |      |
|             | UPP             | Lista - Agrupación Independiente Unión por el Perú - Frente Amplio (UPP)                                                                    |            | Víctor Calle Zanabria       | Liberalismo Progresismo Socialdemocracia                          |      |
|             | PP              | Lista - Perú Posible (PP) |            | Rogelio Canches Guzmán      | Socioliberalismo Democracia liberal Tercera vía                   |      |
|             | SP              | Lista - Somos Perú (SP) |            | Juan Salinas Sedó           | Democracia cristiana Conservadurismo social Liberalismo económico |      |
|             | UN              | Lista - Unidad Nacional (UN) – Partido Popular Cristiano (PPC) – Solidaridad Nacional (SN) – Renovación Nacional (RN) – Cambio Radical (CR) |            | Jorge Allende Gardella      | Democracia cristiana Conservadurismo Neoliberalismo               |      |
|             | MNI             | Lista - Movimiento Nueva Izquierda (MNI) |            | Ricardo Tocunaga Ortiz      | Marxismo-leninismo Mariateguismo Socialismo democrático           |      |
|             | FD              | Lista - Fuerza Democrática (FD) |            | Luis Sánchez Espinoza       | Reformismo                                                        |      |
|             | MAPU            | Lista - Movimiento Amplio País Unido (MAPU)                                                                                                 |            | Evaristo Sotelo Torres      |                                                                   |      |
|             | Mi Callao       | Lista - Movimiento Independiente Callao Mi Callao (Mi Callao)                                                                               |            | Kurt Woll Muller            | Regionalismo chalaco                                              |      |
|             | JxC             | Lista - Movimiento Independiente Juntos por El Callao (JxC)                                                                                 |            | José Escudero Vigil         | Regionalismo chalaco                                              |      |
|             | Chim Pum Callao | Lista - Movimiento Político Independiente Chim Pum Callao (Chim Pum Callao)                                                                 |            | Renato Pastor Bojanovich    | Regionalismo chalaco                                              |      |
|             | VC              | Lista - Organización Política Regional Victoria Chalaca (VC)                                                                                |            | Alfredo Pereyra Pantoja     | Regionalismo chalaco                                              |      |

## Resultados

### Sumario general
|                        |                                                                     |              |              |              |            |            |
| Partidos y coaliciones | Partidos y coaliciones                                              | Voto popular | Voto popular | Voto popular | Consejeros | Consejeros |
| Partidos y coaliciones | Partidos y coaliciones                                              | Votos        | %            | ±pp          | Total      | +/−        |
|                        | Perú Posible (PP)                                                   | 101,039      | 26.99        | n/a          | 5          | n/a        |
|                        | Partido Aprista Peruano (APRA)                                      | 90,248       | 24.11        | n/a          | 1          | n/a        |
|                        | Movimiento Político Independiente Chim Pum Callao (Chim Pum Callao) | 74,934       | 20.02        | n/a          | 1          | n/a        |
|                        | Movimiento Independiente Callao Mi Callao (Mi Callao)               | 37,270       | 9.96         | n/a          | 0          | n/a        |
|                        | Unidad Nacional (UN)                                                | 20,487       | 5.47         | n/a          | 0          | n/a        |
|                        | Somos Perú (SP)                                                     | 15,365       | 4.11         | n/a          | 0          | n/a        |
|                        | Movimiento Independiente Juntos por El Callao (JxC)                 | 11,574       | 3.09         | n/a          | 0          | n/a        |
|                        | Organización Política Regional Victoria Chalaca (VC)                | 7,899        | 2.11         | n/a          | 0          | n/a        |
|                        | Movimiento Amplio País Unido (MAPU)                                 | 6,411        | 1.71         | n/a          | 0          | n/a        |
|                        | Movimiento Nueva Izquierda (MNI)                                    | 3,204        | 0.86         | n/a          | 0          | n/a        |
|                        | Fuerza Democrática (FD)                                             | 2,968        | 0.79         | n/a          | 0          | n/a        |
|                        | Agrupación Independiente Unión por el Perú - Frente Amplio (UPP)    | 2,898        | 0.77         | n/a          | 0          | n/a        |
|                        |                                                                     |              |              |              |            |            |
| Total                  | Total                                                               | 374,297      |              |              | 7          | n/a        |
|                        |                                                                     |              |              |              |            |            |
| Votos válidos          | Votos válidos                                                       | 374,297      | 87.94        | n/a          |            |            |
| Votos en blanco        | Votos en blanco                                                     | 14,939       | 3.51         | n/a          |            |            |
| Votos nulos            | Votos nulos                                                         | 36,394       | 8.55         | n/a          |            |            |
| Votos emitidos         | Votos emitidos                                                      | 425,630      | 84.67        | n/a          |            |            |
| Abstenciones           | Abstenciones                                                        | 77,044       | 15.33        | n/a          |            |            |
| Votantes registrados   | Votantes registrados                                                | 502,674      |              |              |            |            |
|                        |                                                                     |              |              |              |            |            |
| Fuente:                |                                                                     |              |              |              |            |            |

### Autoridades electas
| Cargo                              | Autoridad electa | Autoridad electa                 | Partido político | Partido político                                  |
| ---------------------------------- | ---------------- | -------------------------------- | ---------------- | ------------------------------------------------- |
| Presidente Regional del Callao     |                  | Rogelio Canches Guzmán           |                  | Perú Posible                                      |
| Vicepresidente Regional del Callao |                  | Fernando García Huby             |                  | Perú Posible                                      |
| Consejera Regional del Callao      |                  | Carmen Bringas de Zevallos-Ortiz |                  | Perú Posible                                      |
| Consejero Regional del Callao      |                  | Antonio Ferrari Rueda            |                  | Perú Posible                                      |
| Consejero Regional del Callao      |                  | Francisco Villavicencio Cárdenas |                  | Perú Posible                                      |
| Consejera Regional del Callao      |                  | Marisol Vega Brañez              |                  | Perú Posible                                      |
| Consejera Regional del Callao      |                  | Consuelo Roque Cancino           |                  | Perú Posible                                      |
| Consejera Regional del Callao      |                  | Martha Bernuy Neira              |                  | Partido Aprista Peruano                           |
| Consejera Regional del Callao      |                  | Juana Oliva Sernaqué             |                  | Movimiento Político Independiente Chim Pum Callao |